# Eupithecia astales
Eupithecia astales es una especie de polilla de la familia Geometridae. La especie fue descrita por primera vez por D.S. Fletcher habiendo sido descrita en 1978, con distribución en Tanzania. El holotipo de la especie fue descrita en los alrededores del monte Meru, a una altitud de 570 pies (173,7 m).